# Ionel Gane
Ionel Tersinio „Jerry“ Gane (* 12. Oktober 1971 in Drănic, Kreis Dolj) ist ein ehemaliger rumänischer Fußballspieler und heutiger -trainer. Als Stürmer bestritt er insgesamt 325 Spiele in der rumänischen Liga 1 und der schweizerischen Nationalliga A.

## Karriere als Spieler

### Verein
Die Karriere von Ionel Gane begann in der Saison 1988/89 bei seinem Heimatverein Universitatea Craiova, als er am 7. Dezember 1988 im Spiel gegen SC Bacău zu seinem ersten Einsatz in der Divizia A (heute Liga 1) kam. Es blieb vorerst sein letztes Spiel für Uni Craiova, denn im Jahr 1990 wechselte Gane zum Lokalrivalen Electroputere Craiova in die Divizia B (heute Liga II), um Spielpraxis zu sammeln. Bei Electroputere hatte er als Stammspieler großen Anteil an der erfolgreichsten Phase des Vereins, als nach dem Aufstieg 1991 auch der dritte Platz in der Saison 1991/92 heraussprang und sich der Verein für die Teilnahme am UEFA-Pokal qualifizieren konnte.
Nach diesem Erfolg kehrte Gane zu Universitatea Craiova zurück, wo er sich in der ersten Mannschaft als Sturmpartner von Gheorghe Craioveanu ebenfalls einen Stammplatz erkämpfen konnte. Nach dem Pokalsieg 1993 konnte er mit dem Klub in den Spielzeiten 1993/94 und 1994/95 jeweils hinter Steaua Bukarest die Vizemeisterschaft erringen. Nach einem vierten Platz in der Saison 1995/96 verließ der den Klub im Sommer 1996 und wechselte nach Spanien zu CA Osasuna, das seinerzeit in der Segunda División spielte. Mit Osasuna konnte er zweimal den Klassenerhalt erreichen, kam aber nicht wie erwartet zum Zuge. Nachdem er in der Saison 1997/98 kaum noch eingesetzt worden war, kehrte Gane im Sommer 1998 nach Rumänien zurück und schloss sich Dinamo Bukarest an. Hier fand er zwar eine Torgefährlichkeit wieder und wurde mit dem Klub am Saisonende Vizemeister hinter Rapid Bukarest, kam aber nur in der Hälfte der Spiele zum Einsatz.
Nach nur einem Jahr wechselte Gane im Sommer 1999 in die Schweiz zum FC St. Gallen. Dieser Wechsel erwies sich für ihn als Glücksgriff. Nachdem der Klub in den Vorjahren stets um den Klassenerhalt gekämpft hatte, wurde er unter Trainer Marcel Koller in der Saison 1999/2000 überraschend Meister und verpasste die Titelverteidigung in der folgenden Spielzeit erst am letzten Spieltag. Gane war von Anfang an als Stammspieler an diesen Erfolgen beteiligt. In den folgenden Jahren konnte St. Gallen nicht an die Erfolge anknüpfen. Nachdem in der Saison 2002/03 der Klassenerhalt erst in der Abstiegsrunde gesichert worden war, wechselte Gane zum amtierenden Meister Grasshopper Club Zürich. Dort konnte er in der Saison 2003/04 zwar 16 Tore erzielen, der Klub schloss aber auf einem enttäuschenden siebenten Platz ab.
Gane kehrte nach der Saison zu Universitatea Craiova zurück, wechselte aber schon im Herbst 2004 nach China zu Tianjin Teda. Schon in der Winterpause 2004/05 kehrte er nach Rumänien zurück und schloss sich Rapid Bukarest an. Hier kam er kaum zum Zuge, so dass er nach Saisonende zum VfL Bochum wechselte, der seinerzeit in der 2. Bundesliga spielte. Nach nur einem Einsatz ging er in der Winterpause erneut zu Uni Craiova, wechselte aber schon im Sommer 2006 zum FC Argeș Pitești, wo er am Jahresende seine Karriere beendete.

### Nationalmannschaft
Ionel Gane bestritt sechs Spiele für die rumänische Fußballnationalmannschaft. Sein Debüt hatte er am 6. Mai 1992 im WM-Qualifikationsspiel gegen die Färöer-Inseln, als er beim 7:0-Sieg in der 63. Minute für Marius Lăcătuș eingewechselt wurde. Der damalige Nationaltrainer Cornel Dinu setzte Gane in den folgenden Spielen aber kaum ein und nahm ihn lediglich noch auf eine Amerikareise Anfang 2003 mit, so dass er am 10. Februar 2003 gegen Mexiko zu seinem vorerst letzten Einsatz kam.
Im April 2001 kam Gane zu seinem letzten Länderspiel im Freundschaftsspiel gegen die Slowakei. Er kam von Beginn an zum Einsatz, überzeugte Nationaltrainer László Bölöni aber nicht für weitere Nominierungen.

## Karriere als Trainer
Nach dem Ende seiner aktiven Laufbahn ist Gane als Trainer tätig. Im Jahr 2007 wurde er Assistenztrainer von Nicolò Napoli bei seinem früheren Verein Universitatea Craiova in der Liga 1. Nachdem dieser im Mai 2009 entlassen worden war, wurde Gane interimsweise sein Nachfolger, konnte aber die angestrebte Qualifikation zur Europa League nicht mehr erreichen. Zu Beginn der neuen Spielzeit wurde er erneut Assistent von Napoli beim FC Brașov. Am 3. August 2009 löste Gane Cristea Boldici als Cheftrainer von Gaz Metan CFR Craiova in der Liga II ab. Im Juni 2011 wurde sein Vertrag nicht verlängert und stattdessen Cosmin Bodea als neuer Coach verpflichtet.
Zu Beginn der Saison 2012/13 wurde Gane unter Marian Bondrea Co-Trainer von CS Turnu Severin in der Liga 1. Auch unter dessen Nachfolger Nicolò Napoli behielt er seinen Posten. Als Napoli Anfang 2013 entlassen wurde, wurde Gane sein Nachfolger, konnte den Abstieg am Saisonende aber nicht verhindern. Anfang September 2013 löste er Nicolae Manea als Cheftrainer von Erstliga-Aufsteiger Corona Brașov ab. Dort wurde er im April 2014 angesichts des drohenden Abstiegs entlassen. Im Juni 2014 wurde er als Nachfolger des Aufstiegstrainers Gavril Balint Chefcoach von CSU Craiova. Dieses Amt musste er Anfang September 2014 bereits wieder aufgeben und wurde durch Emil Săndoi ersetzt, als sein Klub auf dem letzten Tabellenplatz stand.
Im März 2016 übernahm er den abstiegsbedrohten Petrolul Ploiești, konnte den Gang in die Liga II aber nicht mehr abwenden. Im Juli 2016 wurde Gane Cheftrainer von CSM Râmnicu Vâlcea, musste seinen Stuhl im Dezember 2016 aber wieder räumen.

## Erfolge

### Als Spieler
- Schweizer Meister: 2000
- Rumänischer Pokalsieger: 1993
- Rumänischer Vizemeister: 1994, 1995, 1999
- Aufstieg in die Divizia A: 1991, 2006